# Legia Warszawa (piłka nożna) w sezonie 2018/2019
Sezon 2018/2019 jest 82. sezonem Legii Warszawa w Ekstraklasie i 102. rokiem w historii klubu.

## Skład
| Imię i nazwisko                | Numer | Kraj              | Pozycje     | Data urodzenia | Poprzedni klub               |
| Bramkarze                      |       |                   |             |                |                              |
| Arkadiusz Malarz (wicekapitan) | 1     | Polska            | BR          | 19.06.1980     | GKS Bełchatów                |
| Radosław Majecki               | 30    | Polska            | BR          | 16.11.1999     | KSZO Ostrowiec Świętokrzyski |
| Radosław Cierzniak             | 33    | Polska            | BR          | 24.04.1983     | Wisła Kraków                 |
| Cezary Miszta                  |       | Polska            | BR          | 30.10.2001     | Motor Lublin                 |
| Obrońcy                        |       |                   |             |                |                              |
| Michał Pazdan                  | 2     | Polska            | ŚO/DP       | 21.09.1987     | Jagiellonia Białystok        |
| Mateusz Wieteska               | 4     | Polska            | ŚO/PO       | 11.02.1997     | Górnik Zabrze                |
| Mateusz Hołownia               | 5     | Polska            | LO          | 6.05.1998      | TOP 54 Biała Podlaska        |
| Adam Hloušek                   | 14    | Czechy            | LO/ŚO/LP    | 20.12.1988     | VfB Stuttgart                |
| Łukasz Turzyniecki             | 25    | Polska            | PO          | 25.03.1994     | Wisła Puławy                 |
| Iñaki Astiz                    | 34    | Hiszpania         | ŚO          | 5.11.1983      | APOEL FC                     |
| Paweł Stolarski                | 41    | Polska            | PO/PP       | 28.01.1996     | Lechia Gdańsk                |
| William Rémy                   | 44    | Francja           | ŚO/PO/DP    | 4.04.1991      | Montpellier HSC              |
| Artur Jędrzejczyk              | 55    | Polska            | PO/ŚO/LO    | 4.11.1987      | FK Krasnodar                 |
| Pomocnicy                      |       |                   |             |                |                              |
| Chris Philipps                 | 6     | Luksemburg        | DP/ŚO       | 8.03.1994      | FC Metz                      |
| Domagoj Antolić                | 7     | Chorwacja         | DP/ŚP       | 30.06.1991     | Dinamo Zagrzeb               |
| Cristian Pasquato              | 8     | Włochy            | OP/NA       | 20.07.1989     | Juventus F.C.                |
| Mikołaj Kwietniewski           | 17    | Polska            | OP          | 30.04.1999     | Fulham                       |
| Michał Kucharczyk              | 18    | Polska            | LP/PP       | 20.03.1991     | Świt Nowy Dwór Mazowiecki    |
| Marko Vešović                  | 20    | Czarnogóra        | PP/PO       | 28.08.1991     | HNK Rijeka                   |
| Dominik Nagy                   | 21    | Węgry             | OP/LP/PP    | 8.05.1991      | Ferencvárosi TC              |
| Kasper Hämäläinen              | 22    | Finlandia         | OP          | 8.08.1986      | Lech Poznań                  |
| André Martins                  | 24    | Portugalia        | ŚP/OP       | 21.08.1990     | Olympiakos SFP               |
| Cafú                           | 26    | Portugalia        | DP/ŚP       | 26.02.1993     | FC Metz (wypożyczenie)       |
| Krzysztof Mączyński            | 29    | Polska            | DP/ŚP       | 23.05.1987     | Wisła Kraków                 |
| Miroslav Radović (kapitan)     | 32    | Serbia            | OP/NA       | 16.01.1984     | Partizan Belgrad             |
| Brian Iloski                   | 40    | Stany Zjednoczone | PP/NA       | 4.09.1995      | UCLA Bruins                  |
| Mateusz Praszelik              | 50    | Polska            | ŚP          | 26.09.2000     | Odra Wodzisław Śląski        |
| Sebastian Szymański            | 53    | Polska            | LP/PP/ŚP/OP | 10.05.1999     | TOP 54 Biała Podlaska        |
| Napastnicy                     |       |                   |             |                |                              |
| Eduardo                        | 9     | Chorwacja         | NA          | 25.02.1983     | Athletico Paranaense         |
| Jarosław Niezgoda              | 11    | Polska            | NA          | 15.03.1995     | Wisła Puławy                 |
| José Kanté                     | 19    | Gwinea            | NA          | 27.09.1990     | Wisła Płock                  |
| Carlos López                   | 27    | Hiszpania         | NA          | 12.06.1990     | Wisła Kraków                 |
| Sandro Kulenović               | 99    | Chorwacja         | NA          | 04.12.1999     | Dinamo Zagrzeb               |

## Nowe kontrakty
| Numer | Pozycja | Piłkarz          | Długość kontraktu | Koniec kontraktu | Data             | Źródło |
| ----- | ------- | ---------------- | ----------------- | ---------------- | ---------------- | ------ |
| 34    | OB      | Iñaki Astiz      | Rok               | 30 czerwca 2019  | 11 czerwca 2018  | [ 1 ]  |
| 5     | OB      | Mateusz Hołownia | 4 lata            | 30 czerwca 2022  | 11 czerwca 2018  | [ 2 ]  |
|       | OB      | Tomasz Nawotka   | 4 lata            | 30 czerwca 2022  | 3 lipca 2018     | [ 3 ]  |
| 99    | NA      | Sandro Kulenović | 3 lata            | 30 czerwca 2021  | 22 sierpnia 2018 | [ 4 ]  |

## Transfery

### Do klubu
| Data transferu   | Pozycja | Numer | Piłkarz          | Z klubu        | Kwota       | Źródło |
| ---------------- | ------- | ----- | ---------------- | -------------- | ----------- | ------ |
| 14 czerwca 2018  | OB      | 4     | Mateusz Wieteska | Górnik Zabrze  | 500 tys. zł | [ 5 ]  |
| 18 czerwca 2018  | NA      | 19    | José Kanté       | Wisła Płock    | za darmo    | [ 6 ]  |
| 5 lipca 2018     | NA      | 27    | Carlos López     | Wisła Kraków   | 500 tys. €  | [ 7 ]  |
| 14 sierpnia 2018 | OB      | 41    | Paweł Stolarski  | Lechia Gdańsk  |             | [ 8 ]  |
| 6 września 2018  | PO      | 24    | André Martins    | Wolny zawodnik | za darmo    | [ 9 ]  |

### Z klubu
| Data transferu   | Pozycja | Numer | Piłkarz            | Do klubu           | Kwota               | Źródło        |
| ---------------- | ------- | ----- | ------------------ | ------------------ | ------------------- | ------------- |
| 30 maja 2018     | OB      | 4     | Jakub Czerwiński   | Piast Gliwice      | 275 tys. €          | [ 10 ] [ 11 ] |
| 9 czerwca 2018   | OB      | 3     | Maurício           | S.S. Lazio         | Koniec wypożyczenia | [ 12 ]        |
| 15 czerwca 2018  | BR      | 91    | Konrad Jałocha     | GKS Tychy          | za darmo            | [ 13 ]        |
| 20 czerwca 2018  | OB      | 28    | Łukasz Broź        | Koniec kontraktu   | za darmo            | [ 14 ]        |
| 29 czerwca 2018  | OB      | 19    | Rafał Makowski     | Zagłębie Sosnowiec | za darmo            | [ 15 ]        |
| 2 sierpnia 2018  | OB      |       | Hildeberto Pereira | Vitória Setúbal    |                     | [ 16 ]        |
| 14 sierpnia 2018 | PO      | 77    | Konrad Michalak    | Lechia Gdańsk      |                     | [ 17 ]        |

### Wypożyczenia z klubu
| Data wypożyczenia | Pozycja | Numer | Piłkarz           | Do klubu               | Źródło |
| ----------------- | ------- | ----- | ----------------- | ---------------------- | ------ |
| 25 czerwca 2018   | NA      |       | Vamara Sanogo     | Zagłębie Sosnowiec     | [ 18 ] |
| 26 lipca 2018     | PO      | 15    | Michał Kopczyński | Wellington Phoenix FC  | [ 19 ] |
| 31 sierpnia 2018  | OB      | 23    | Mateusz Żyro      | Miedź Legnica          | [ 20 ] |
| 6 września 2018   | OB      | 24    | Tomasz Nawotka    | MFK Zemplín Michalovce | [ 21 ] |

## Rozgrywki

### Mecze towarzyskie
| 17 czerwca 2018 | Legia Warszawa                                                 | 5:1   | Mazur Karczew |                                                                                              |
| 18:30           | Hołownia 6' · Kulenović 8', 28' · Kucharczyk 49' · Eduardo 56' | (3:1) | 2' Gałązka    | Boczne boisko Stadionu Miejskiego Legii Warszawa im. Marszałka Józefa Piłsudskiego, Warszawa |
| 18:30           | Berto 11'                                                      | (3:1) |               | Boczne boisko Stadionu Miejskiego Legii Warszawa im. Marszałka Józefa Piłsudskiego, Warszawa |

Grano 2x30 minut.
| 24 czerwca 2018 | Legia Warszawa                       | 3:2   | Stal Mielec                    |                                                                    |
| 17:00           | Kucharczyk 2' · Kanté 14' · Cafú 65' | (2:2) | 30' Banaszewski · 41' Prokić   | Hotel Sielanka nad Pilicą, Warka Sędzia: Łukasz Szczech (Warszawa) |
| 17:00           | Kopczyński 75'                       | (2:2) | 24' Đermanović · 36' Grodzicki | Hotel Sielanka nad Pilicą, Warka Sędzia: Łukasz Szczech (Warszawa) |

| 30 czerwca 2018 | Legia Warszawa                                | 3:3             | Górnik Łęczna                                                 |                                  |
| 17:00           | Kucharczyk 16' · Kulenović 34' · Hloušek 120' | (1:0, 2:2, 2:2) | 39' zawodnik testowany · 57' Wójcik · 104' zawodnik testowany | Hotel Sielanka nad Pilicą, Warka |

Grano 4x30 minut.
| 4 lipca 2018 | Legia Warszawa                                       | 5:2   | Viitorul Constanța   | |
| 20:00        | Kucharczyk 25' (k.), 67' · Cafú 34' · Kanté 44', 53' | (3:1) | 21' Hagi · 81' Voduț | Stadion Miejski Legii Warszawa im. Marszałka Józefa Piłsudskiego, Warszawa Widzów: 3000 Sędzia: Tomasz Kwiatkowski (Warszawa) |
| 20:00        | Mączyński 13'                                        | (3:1) | 5' Mățan · 55' Hagi  | Stadion Miejski Legii Warszawa im. Marszałka Józefa Piłsudskiego, Warszawa Widzów: 3000 Sędzia: Tomasz Kwiatkowski (Warszawa) |

| 6 lipca 2018 | Legia Warszawa | 0:0   | Radomiak Radom | |
| 20:00        |                | (0:0) |                | Stadion Miejski Legii Warszawa im. Marszałka Józefa Piłsudskiego, Warszawa Widzów: 500 Sędzia: Krzysztof Jakubik (Siedlce) |

### Superpuchar Polski
| 14 lipca 2018 | Legia Warszawa                                                                            | 2:3   | Arka Gdynia                                | |
| 20:00         | Bohdanow 2' (sam.) · Philipps 30'                                                         | (2:3) | 19' Zarandia · 38' Bohdanow · 45+3' Janota | Stadion Miejski Legii Warszawa im. Marszałka Józefa Piłsudskiego, Warszawa Widzów: 17 419 Sędzia: Mariusz Złotek (Stalowa Wola) |
| 20:00         | Kanté 27' · Mączyński 42' · Vešović 44' · Philipps 54' · Szymański 62' · Kucharczyk 90+1' | (2:3) | 31' Marić · 79' Nalepa                     | Stadion Miejski Legii Warszawa im. Marszałka Józefa Piłsudskiego, Warszawa Widzów: 17 419 Sędzia: Mariusz Złotek (Stalowa Wola) |

### Ekstraklasa

#### Runda zasadnicza

##### Tabela
| Lp. | Drużyna               | M  | Z  | R  | P  | B+ | B- | +/– | Pkt | Kwalifikacja lub spadek |
| --- | --------------------- | -- | -- | -- | -- | -- | -- | --- | --- | ----------------------- |
| 1   | Piast Gliwice         | 37 | 21 | 9  | 7  | 57 | 33 | +24 | 72  | Wejście do grupy A      |
| 2   | Legia Warszawa        | 37 | 20 | 8  | 9  | 55 | 38 | +17 | 68  | Wejście do grupy A      |
| 3   | Lechia Gdańsk         | 37 | 19 | 10 | 8  | 54 | 38 | +16 | 67  | Wejście do grupy A      |
| 4   | Cracovia              | 37 | 17 | 6  | 14 | 45 | 43 | +2  | 57  | Wejście do grupy A      |
| 5   | Jagiellonia Białystok | 37 | 16 | 9  | 12 | 55 | 52 | +3  | 57  | Wejście do grupy A      |

##### Mecze w rundzie zasadniczej
| 121 lipca 2018 | Legia Warszawa         | 1:3   | Zagłębie Lubin                           | |
| 20:30 CET      | Hloušek 37'            | (1:2) | 15', 87' Tuszyński · 21' (k.) Starzyński | Stadion Miejski Legii Warszawa im. Marszałka Józefa Piłsudskiego, Warszawa Widzów: 12 278 Sędzia: Jarosław Przybył (Kluczbork) |
| 20:30 CET      | Vešović 62' · Żyro 78' | (1:2) | 58' Dąbrowski                            | Stadion Miejski Legii Warszawa im. Marszałka Józefa Piłsudskiego, Warszawa Widzów: 12 278 Sędzia: Jarosław Przybył (Kluczbork) |

| 228 lipca 2018 | Korona Kielce                                                | 1:2   | Legia Warszawa            |                                                                    |
| 20:30 CET      | Jukić 32'                                                    | (1:0) | 57' Mączyński · 66' Kanté | Kolporter Arena, Kielce Widzów: 10 806 Sędzia: Piotr Lasyk (Bytom) |
| 20:30 CET      | Petrak 45' · Rymaniak 68' · Kosakiewicz 78' · Kovačević 82'* | (1:0) | 65' Żyro · 86' Mączyński  | Kolporter Arena, Kielce Widzów: 10 806 Sędzia: Piotr Lasyk (Bytom) |

* Adnan Kovačević otrzymał żółtą kartkę będąc zawodnikiem rezerwowym gospodarzy.
| 34 sierpnia 2018 | Legia Warszawa                  | 0:0   | Lechia Gdańsk | |
| 20:30 CET        |                                 | (0:0) |               | Stadion Miejski Legii Warszawa im. Marszałka Józefa Piłsudskiego, Warszawa Widzów: 16 149 Sędzia: Tomasz Musiał (Kraków) |
| 20:30 CET        | 35' Nalepa · 39' Mak · 89' Fila | (0:0) |               | Stadion Miejski Legii Warszawa im. Marszałka Józefa Piłsudskiego, Warszawa Widzów: 16 149 Sędzia: Tomasz Musiał (Kraków) |

| 412 sierpnia 2018 | Piast Gliwice                                   | 1:3   | Legia Warszawa                           |                                                                             |
| 15:30 CET         | Papadopulos 56'                                 | (0:1) | 22' Jędrzejczyk · 86' Kanté · 90+6' Nagy | Stadion Miejski, Gliwice Widzów: 7120 Sędzia: Mariusz Złotek (Stalowa Wola) |
| 15:30 CET         | Pietrowski 45+1' · Valencia 51' · Dziczek 90+3' | (0:1) | 90+3' Kanté                              | Stadion Miejski, Gliwice Widzów: 7120 Sędzia: Mariusz Złotek (Stalowa Wola) |

| 519 sierpnia 2018 | Legia Warszawa                 | 2:1   | Zagłębie Sosnowiec             | |
| 15:30 CET         | Jędrzejczyk 39' · Carlitos 77' | (1:0) | 54' Wrzesiński                 | Stadion Miejski Legii Warszawa im. Marszałka Józefa Piłsudskiego, Warszawa Widzów: 16 122 Sędzia: Bartosz Frankowski (Toruń) |
| 15:30 CET         | Wieteska 24' · Antolić 88'     | (1:0) | 74' Torunarigha · 80' Milewski | Stadion Miejski Legii Warszawa im. Marszałka Józefa Piłsudskiego, Warszawa Widzów: 16 122 Sędzia: Bartosz Frankowski (Toruń) |

| 626 sierpnia 2018 | Legia Warszawa                                      | 1:4   | Wisła Płock                                   | |
| 15:30 CET         | Carlitos 83'                                        | (0:2) | 11', 49' Ricardinho · 40' Furman · 74' Varela | Stadion Miejski Legii Warszawa im. Marszałka Józefa Piłsudskiego, Warszawa Widzów: 11 232 Sędzia: Jarosław Przybył (Kluczbork) |
| 15:30 CET         | Astiz 18', 62' · Jędrzejczyk 42' · Hämäläinen 45+1' | (0:2) | 66' Dźwigała · 88' Warcholak                  | Stadion Miejski Legii Warszawa im. Marszałka Józefa Piłsudskiego, Warszawa Widzów: 11 232 Sędzia: Jarosław Przybył (Kluczbork) |

| 72 września 2018 | Cracovia                             | 0:0   | Legia Warszawa                                      |                                                                                         |
| 18:00 CET        |                                      | (0:0) |                                                     | Stadion Cracovii im. Józefa Piłsudskiego, Kraków Widzów: 8123 Sędzia: Paweł Gil (Toruń) |
| 18:00 CET        | Dimun 64' · Hernández 65' · Râpă 68' | (0:0) | 12' Pazdan · 20' Nagy · 44' Stolarski · 79' Antolić | Stadion Cracovii im. Józefa Piłsudskiego, Kraków Widzów: 8123 Sędzia: Paweł Gil (Toruń) |

| 816 września 2018 | Legia Warszawa                                 | 1:0   | Lech Poznań  | |
| 18:00 CET         | Nagy 31'                                       | (1:0) |              | Stadion Miejski Legii Warszawa im. Marszałka Józefa Piłsudskiego, Warszawa Widzów: 22 731 Sędzia: Daniel Stefański (Bydgoszcz) |
| 18:00 CET         | Carlitos 13' · Jędrzejczyk 13' · Martins 90+3' | (1:0) | 13' De Marco | Stadion Miejski Legii Warszawa im. Marszałka Józefa Piłsudskiego, Warszawa Widzów: 22 731 Sędzia: Daniel Stefański (Bydgoszcz) |

| 922 września 2018 | Miedź Legnica                               | 1:4   | Legia Warszawa                                     |                                                                      |
| 20:30 CET         | Forsell 41'                                 | (1:1) | 23', 89' Cafú · 56' (k.) Kucharczyk · 79' Carlitos | Stadion Miejski, Legnica Widzów: 5875 Sędzia: Tomasz Musiał (Kraków) |
| 20:30 CET         | Augustyniak 56' · Marquitos 84' · Osyra 88' | (1:1) | 90' Pasquato                                       | Stadion Miejski, Legnica Widzów: 5875 Sędzia: Tomasz Musiał (Kraków) |

| 1028 września 2018 | Legia Warszawa        | 1:1   | Arka Gdynia                                                      | |
| 20:30 CET          | 45' Michał Kucharczyk | (1:1) | 3' Maciej Jankowski                                              | Stadion Miejski Legii Warszawa im. Marszałka Józefa Piłsudskiego, Warszawa Widzów: 14 849 Sędzia: Paweł Gil (Lublin) |
| 20:30 CET          | Paweł Stolarski 80'   | (1:1) | 43' Michał Janota · 45+1' Adam Marciniak · 74' Frederik Helstrup | Stadion Miejski Legii Warszawa im. Marszałka Józefa Piłsudskiego, Warszawa Widzów: 14 849 Sędzia: Paweł Gil (Lublin) |

| 116 października 2018 | Śląsk Wrocław                          | 0:1   | Legia Warszawa            |                                                                              |
| 20:30 CET             |                                        | (0:1) | 34' Cafú                  | Stadion Miejski, Wrocław Widzów: 20 084 Sędzia: Jarosław Przybył (Kluczbork) |
| 20:30 CET             | 25' Marcin Robak · 60' Arkadiusz Piech | (0:1) | 61' José Kanté · 71' Cafú | Stadion Miejski, Wrocław Widzów: 20 084 Sędzia: Jarosław Przybył (Kluczbork) |

| 1221 października 2018 | Legia Warszawa                                                                       | 3:3   | Wisła Kraków                                                                              | |
| 18:00 CET              | 2' Dominik Nagy · 23', 90' Carlitos                                                  | (2:0) | 57', 62' Jesús Imaz · 58' Martin Košťál                                                   | Stadion Miejski Legii Warszawa im. Marszałka Józefa Piłsudskiego, Warszawa Widzów: 22 797 Sędzia: Bartosz Frankowski (Toruń) |
| 18:00 CET              | 14' Adam Hloušek · 45' Sebastian Szymański · 82' José Kanté · 90+6' Sandro Kulenović | (2:0) | 16' Marcin Wasilewski · 69' Maciej Sadlok · 90+3' Rafał Pietrzak · 90+4' Jakub Bartkowski | Stadion Miejski Legii Warszawa im. Marszałka Józefa Piłsudskiego, Warszawa Widzów: 22 797 Sędzia: Bartosz Frankowski (Toruń) |

| 1326 października 2018 | Jagiellonia Białystok                                     | 1:1   | Legia Warszawa                          |                                                                                 |
| 20:30 CET              | 1' Ivan Runje                                             | (1:0) | 89' Sandro Kulenović                    | Stadion Miejski, Białystok Widzów: 16 862 Sędzia: Mariusz Złotek (Stalowa Wola) |
| 20:30 CET              | 3' Bartosz Kwiecień · 34' Ivan Runje · 56' Łukasz Burliga | (1:0) | 32' Dominik Nagy · 48' Mateusz Wieteska | Stadion Miejski, Białystok Widzów: 16 862 Sędzia: Mariusz Złotek (Stalowa Wola) |

| 143 listopada 2018 | Legia Warszawa                                                    | 4:0   | Górnik Zabrze                             | |
| 20:30 CET*         | 13', 81' Carlitos · 29' (k.) Michał Kucharczyk · 37' Dominik Nagy | (3:0) |                                           | Stadion Miejski Legii Warszawa im. Marszałka Józefa Piłsudskiego, Warszawa Widzów: 17 862 Sędzia: Wojciech Myć (Lublin) |
| 20:30 CET*         | 9' Artur Jędrzejczyk                                              | (3:0) | 43' Paweł Bochniewicz · 86' Daniel Liszka | Stadion Miejski Legii Warszawa im. Marszałka Józefa Piłsudskiego, Warszawa Widzów: 17 862 Sędzia: Wojciech Myć (Lublin) |

* Mecz przerwany w 3. min na 16 minut z powodu zadymienia boiska.
| 159 listopada 2018 | Pogoń Szczecin                                                                     | 2:1   | Legia Warszawa                       |                                                                               |
| 20:30 CET          | 12' Kamil Drygas · 76' Zvonimir Kožulj                                             | (1:0) | 90' André Martins                    | Stadion Miejski, Szczecin Widzów: 13 564 Sędzia: Daniel Stefański (Bydgoszcz) |
| 20:30 CET          | 35' Lasza Dwali · 57' David Niepsuj · 58' Sebastian Kowalczyk · 89' Łukasz Załuska | (1:0) | 37' Marko Vešović · 57' Adam Hloušek | Stadion Miejski, Szczecin Widzów: 13 564 Sędzia: Daniel Stefański (Bydgoszcz) |

| 1625 listopada 2018 | Zagłębie Lubin                                                | 0:1   | Legia Warszawa                              |                                                                 |
| 15:30 CET           |                                                               | (0:1) | 9' William Rémy                             | Stadion Zagłębia, Lubin Widzów: 6070 Sędzia: Paweł Gil (Lublin) |
| 15:30 CET           | 58' Damjan Bohar · 65' Filip Starzyński · 87' Adam Matuszczyk | (0:1) | 26' Sebastian Szymański · 75' André Martins | Stadion Zagłębia, Lubin Widzów: 6070 Sędzia: Paweł Gil (Lublin) |

| 171 grudnia 2018 | Legia Warszawa                                            | 3:0   | Korona Kielce                                                                                       | |
| 20:30 CET        | 7' Cafú · 45' Michał Kucharczyk · 86' Sebastian Szymański | (2:0) | | Stadion Miejski Legii Warszawa im. Marszałka Józefa Piłsudskiego, Warszawa Widzów: 12 852 Sędzia: Tomasz Musiał (Kraków) |
| 20:30 CET        | 27' Cafú · 89' Marko Vešović · 90+4' André Martins        | (2:0) | 4' Jakub Żubrowski · 34' Ivan Jukić · 38' Elhadji Pape Diaw* · 46' Marcin Cebula · 51' Iván Márquez | Stadion Miejski Legii Warszawa im. Marszałka Józefa Piłsudskiego, Warszawa Widzów: 12 852 Sędzia: Tomasz Musiał (Kraków) |

* Żółta kartka Elhadjiego Pape Diawa nie jest wliczana do rejestru kartek jako pokazana niesłusznie.
| 189 grudnia 2018 | Lechia Gdańsk       | 0:0   | Legia Warszawa    |                                                                               |
| 18:00 CET        |                     | (0:0) |                   | Stadion Energa Gdańsk, Gdańsk Widzów: 20 856 Sędzia: Szymon Marciniak (Płock) |
| 18:00 CET        | 82' Tomasz Makowski | (0:0) | 41' André Martins | Stadion Energa Gdańsk, Gdańsk Widzów: 20 856 Sędzia: Szymon Marciniak (Płock) |

| 1915 grudnia 2018 | Legia Warszawa                                                                             | 2:0   | Piast Gliwice                                                 | |
| 20:30 CET         | 20' Sandro Kulenović · 84' Carlitos                                                        | (1:0) |                                                               | Stadion Miejski Legii Warszawa im. Marszałka Józefa Piłsudskiego, Warszawa Widzów: 12 674 Sędzia: Bartosz Frankowski (Toruń) |
| 20:30 CET         | 45+3' Sebastian Szymański · 55' Marko Vešović · 67' Artur Jędrzejczyk · 80' Chris Philipps | (1:0) | 48' Jakub Czerwiński · 75' Uroš Korun · 89' Aleksandar Sedlar | Stadion Miejski Legii Warszawa im. Marszałka Józefa Piłsudskiego, Warszawa Widzów: 12 674 Sędzia: Bartosz Frankowski (Toruń) |

| 2020 grudnia 2018 | Zagłębie Sosnowiec                    | 2:3   | Legia Warszawa                                             |                                                                              |
| 20:30 CET         | 8' Piotr Polczak · 48' Žarko Udovičić | (1:0) | 47' William Rémy · 84' Adam Hloušek · 88' Sandro Kulenović | Stadion Ludowy, Sosnowiec Widzów: 3554 Sędzia: Mariusz Złotek (Stalowa Wola) |
| 20:30 CET         | 90+3' Adam Banasiak                   | (1:0) | 43' Dominik Nagy · 62' Sandro Kulenović                    | Stadion Ludowy, Sosnowiec Widzów: 3554 Sędzia: Mariusz Złotek (Stalowa Wola) |

| 2110 lutego 2019 | Wisła Płock      | 0:1   | Legia Warszawa        |                                                                                          |
| 18:00 CET        |                  | (0:0) | 65' Artur Jędrzejczyk | Stadion im. Kazimierza Górskiego, Płock Widzów: 8184 Sędzia: Krzysztof Jakubik (Siedlce) |
| 18:00 CET        | 51' Damian Rasak | (0:0) | 39' André Martins     | Stadion im. Kazimierza Górskiego, Płock Widzów: 8184 Sędzia: Krzysztof Jakubik (Siedlce) |

| 2217 lutego 2019 | Legia Warszawa                                                                      | 0:2   | Cracovia                                                                                                   | |
| 18:00 CET        |                                                                                     | (0:2) | 38', 42' Javi Hernández · 65' Airam Cabrera (n.k.)                                                         | Stadion Miejski Legii Warszawa im. Marszałka Józefa Piłsudskiego, Warszawa Widzów: 20 936 Sędzia: Piotr Lasyk (Bytom) |
| 18:00 CET        | 64' Radosław Majecki · 64' Adam Hloušek · 67', 74' William Rémy · 78' Marko Vešović | (0:2) | 64' Airam Cabrera · 64' Michał Helik · 90+5' Filip Piszczek · 90+10' Sergiu Hanca · 90+13' Michal Peškovič | Stadion Miejski Legii Warszawa im. Marszałka Józefa Piłsudskiego, Warszawa Widzów: 20 936 Sędzia: Piotr Lasyk (Bytom) |

| 2323 lutego 2019 | Lech Poznań                                                                         | 2:0   | Legia Warszawa                              |                                                                    |
| 18:00 CET        | 8' Nikola Vujadinović · 79' Christian Gytkjær (k.)                                  | (1:0) |                                             | INEA Stadion, Poznań Widzów: 24 164 Sędzia: Tomasz Musiał (Kraków) |
| 18:00 CET        | 20' Maciej Makuszewski · 55' Nikola Vujadinović · 65' Pedro Tiba · 67' Robert Gumny | (1:0) | 86' Artur Jędrzejczyk · 90+5' Iuri Medeiros | INEA Stadion, Poznań Widzów: 24 164 Sędzia: Tomasz Musiał (Kraków) |

| 241 marca 2019 | Legia Warszawa                   | 2:0   | Miedź Legnica                                             | |
| 20:30 CET      | 22' Carlitos · 62' Iuri Medeiros | (1:0) |                                                           | Stadion Miejski Legii Warszawa im. Marszałka Józefa Piłsudskiego, Warszawa Widzów: 14 465 Sędzia: Mariusz Złotek (Stalowa Wola) |
| 20:30 CET      | 86' Tadeusz Socha                | (1:0) | 74' André Martins · 77' Cafú (ur. 1993) · 90' Iñaki Astiz | Stadion Miejski Legii Warszawa im. Marszałka Józefa Piłsudskiego, Warszawa Widzów: 14 465 Sędzia: Mariusz Złotek (Stalowa Wola) |

| 259 marca 2019 | Arka Gdynia          | 1:2   | Legia Warszawa                      |                                                                  |
| 20:30 CET      | 68' Maciej Jankowski | (0:0) | 59' Carlitos · 64' Sandro Kulenović | Stadion Miejski, Gdynia Widzów: 7129 Sędzia: Piotr Lasyk (Bytom) |

| 2616 marca 2019 | Legia Warszawa                 | 1:0   | Śląsk Wrocław                                                                        | |
| 20:30 CET       | 53' Carlitos (k.)              | (0:0) |                                                                                      | Stadion Miejski Legii Warszawa im. Marszałka Józefa Piłsudskiego, Warszawa Widzów: 18 342 Sędzia: Daniel Stefański (Bydgoszcz) |
| 20:30 CET       | 39' Marko Vešović · 90+8' Cafú | (0:0) | 71' Michał Chrapek · 77' Łukasz Broź · 79' Farszad Ahmadzade · 90+8' Arkadiusz Piech | Stadion Miejski Legii Warszawa im. Marszałka Józefa Piłsudskiego, Warszawa Widzów: 18 342 Sędzia: Daniel Stefański (Bydgoszcz) |

| 2731 marca 2019 | Wisła Kraków                                                                              | 4:0   | Legia Warszawa |                                                                                               |
| 18:00 CET       | 5' Sławomir Peszko · 40' Jakub Błaszczykowski (k.) · 73' Rafał Pietrzak · 82' Marko Kolar | (2:0) |                | Stadion Miejski im. Henryka Reymana, Kraków Widzów: 33 000 Sędzia: Bartosz Frankowski (Toruń) |
| 18:00 CET       | 72' Artur Jędrzejczyk                                                                     | (2:0) |                | Stadion Miejski im. Henryka Reymana, Kraków Widzów: 33 000 Sędzia: Bartosz Frankowski (Toruń) |

| 283 kwietnia 2019 | Legia Warszawa                                                      | 3:0   | Jagiellonia Białystok                      | |
| 20:30 CET         | 37' Kasper Hämäläinen · 42' Sebastian Szymański · 66' André Martins | (2:0) | 64' Guilherme Sityá (n.k.)                 | Stadion Miejski Legii Warszawa im. Marszałka Józefa Piłsudskiego, Warszawa Widzów: 18 123 Sędzia: Szymon Marciniak (Płock) |
| 20:30 CET         | 41' Luís Rocha · 63' Domagoj Antolić                                | (2:0) | 24' Martin Pospíšil · 52' Bartosz Kwiecień | Stadion Miejski Legii Warszawa im. Marszałka Józefa Piłsudskiego, Warszawa Widzów: 18 123 Sędzia: Szymon Marciniak (Płock) |

| 297 kwietnia 2019 | Górnik Zabrze                                                                                | 1:2   | Legia Warszawa                              |                                                                                        |
| 18:00 CET         | 28' Igor Angulo                                                                              | (1:0) | 76' (k.), 87' Carlitos                      | Stadion im. Ernesta Pohla, Zabrze Widzów: 23 271 Sędzia: Mariusz Złotek (Stalowa Wola) |
| 18:00 CET         | 2' Adrian Gryszkiewicz · 45+1' Przemysław Wiśniewski · 76' Igor Angulo · 83' Walerian Gwilia | (1:0) | 47' Paweł Stolarski · 78' Artur Jędrzejczyk | Stadion im. Ernesta Pohla, Zabrze Widzów: 23 271 Sędzia: Mariusz Złotek (Stalowa Wola) |

| 3013 kwietnia 2019 | Legia Warszawa                                               | 3:1   | Pogoń Szczecin                                                  | |
| 18:00 CET          | 46' Carlitos · 50' Iuri Medeiros · 73' (sam.) Jarosław Fojut | (0:1) | 11' Adam Buksa                                                  | Stadion Miejski Legii Warszawa im. Marszałka Józefa Piłsudskiego, Warszawa Widzów: 22 674 Sędzia: Wojciech Myć (Lublin) |
| 18:00 CET          | 5' Mateusz Wieteska · 16' Marko Vešović · 66' André Martins  | (0:1) | 19' Sebastian Kowalczyk · 26' Jarosław Fojut · 90' Kamil Drygas | Stadion Miejski Legii Warszawa im. Marszałka Józefa Piłsudskiego, Warszawa Widzów: 22 674 Sędzia: Wojciech Myć (Lublin) |

| 3120 kwietnia 2019 | Legia Warszawa                                                                  | 1:0   | Cracovia                                 | |
| 20:30 CET          | 90' (k.) Carlitos                                                               | (0:0) |                                          | Stadion Miejski Legii Warszawa im. Marszałka Józefa Piłsudskiego, Warszawa Widzów: 13 632 Sędzia: Bartosz Frankowski (Toruń) |
| 20:30 CET          | 40' Artur Jędrzejczyk · 45+3' William Rémy · 71' André Martins · 73' Luís Rocha | (0:0) | 37' Filip Piszczek · 90+6' Michal Sipľak | Stadion Miejski Legii Warszawa im. Marszałka Józefa Piłsudskiego, Warszawa Widzów: 13 632 Sędzia: Bartosz Frankowski (Toruń) |

| 3224 kwietnia 2019 | Lech Poznań                          | 1:0   | Legia Warszawa                                                   |                                                                          |
| 20:30 CET          | 81' Filip Marchwiński                | (0:0) |                                                                  | INEA Stadion, Poznań Widzów: 11 935 Sędzia: Jarosław Przybył (Kluczbork) |
| 20:30 CET          | 71' Pedro Tiba · 90+9' Kamil Jóźwiak | (0:0) | 82' Arkadiusz Malarz · 89' Cafú (ur. 1993) · 90+1' Marko Vešović | INEA Stadion, Poznań Widzów: 11 935 Sędzia: Jarosław Przybył (Kluczbork) |

| 3327 kwietnia 2019 | Lechia Gdańsk                                                     | 1:3   | Legia Warszawa                                                  |                                                                                   |
| 20:30 CET          | 17' Lukáš Haraslín                                                | (1:0) | 61' Paweł Stolarski · 80' Kasper Hämäläinen · 90' Iuri Medeiros | Stadion Energa Gdańsk, Gdańsk Widzów: 25 000 Sędzia: Daniel Stefański (Bydgoszcz) |
| 20:30 CET          | 56' Artur Sobiech · 76', 90' Błażej Augustyn · 90+5' Dušan Kuciak | (1:0) | 69' Artur Jędrzejczyk · 90' Carlitos                            | Stadion Energa Gdańsk, Gdańsk Widzów: 25 000 Sędzia: Daniel Stefański (Bydgoszcz) |

| 344 maja 2019 | Legia Warszawa                                         | 0:1   | Piast Gliwice    | |
| 20:30 CET     |                                                        | (0:1) | 13' Gerard Badía | Stadion Miejski Legii Warszawa im. Marszałka Józefa Piłsudskiego, Warszawa Widzów: 23 403 Sędzia: Szymon Marciniak (Płock) |
| 20:30 CET     | 12' Luís Rocha · 21' Marko Vešović · 33' André Martins | (0:1) | 86' Tom Hateley  | Stadion Miejski Legii Warszawa im. Marszałka Józefa Piłsudskiego, Warszawa Widzów: 23 403 Sędzia: Szymon Marciniak (Płock) |

| 3512 maja 2019 | Legia Warszawa                                                               | 1:1   | Pogoń Szczecin   | |
| 15:30 CET      | 4' Zvonimir Kožulj                                                           | (0:1) | 55' Dominik Nagy | Stadion Miejski Legii Warszawa im. Marszałka Józefa Piłsudskiego, Warszawa Widzów: 22 161 Sędzia: Paweł Gil (Lublin) |
| 15:30 CET      | 17' Sebastian Kowalczyk · 44' Tomás Podstawski · 90+5' Sebastian Walukiewicz | (0:1) |                  | Stadion Miejski Legii Warszawa im. Marszałka Józefa Piłsudskiego, Warszawa Widzów: 22 161 Sędzia: Paweł Gil (Lublin) |

| 3615 maja 2019 | Jagiellonia Białystok                   | 1:0   | Legia Warszawa                                                       |                                                                            |
| 20:30 CET      | 28' (sam.) Mateusz Wieteska             | (1:0) |                                                                      | Stadion Miejski, Białystok Widzów: 13 573 Sędzia: Szymon Marciniak (Płock) |
| 20:30 CET      | 58' Guilherme Sityá · 79' Zoran Arsenić | (1:0) | 28' Paweł Stolarski · 32' Artur Jędrzejczyk · 90+5' Mateusz Wieteska | Stadion Miejski, Białystok Widzów: 13 573 Sędzia: Szymon Marciniak (Płock) |

| 3719 maja 2019 | Legia Warszawa                             | 2:2   | Zagłębie Lubin                      | |
| 18:00 CET      | 16' Carlitos · 90' Adam Hloušek            | (1:1) | 32' Damjan Bohar · 58' Patryk Szysz | Stadion Miejski Legii Warszawa im. Marszałka Józefa Piłsudskiego, Warszawa Widzów: 21 376 Sędzia: Bartosz Frankowski (Toruń) |
| 18:00 CET      | 21' Sebastian Szymański · 66' William Rémy | (1:1) | 52' Damian Oko                      | Stadion Miejski Legii Warszawa im. Marszałka Józefa Piłsudskiego, Warszawa Widzów: 21 376 Sędzia: Bartosz Frankowski (Toruń) |

### Puchar Polski
| 1/32 fianłu 25 września 2018 | Chojniczanka Chojnice                                       | 0:1   | Legia Warszawa |                                                                                        |
| 17:40 CET*                   |                                                             | (0:1) | 27' Pazdan     | Stadion Miejski Chojniczanka 1930, Chojnice Widzów: 3740 Sędzia: Wojciech Myć (Lublin) |
| 17:40 CET*                   | 65' Nagy · 80' Stolarski · 81' Jędrzejczyk · 90+1' Hołownia | (0:1) |                | Stadion Miejski Chojniczanka 1930, Chojnice Widzów: 3740 Sędzia: Wojciech Myć (Lublin) |

* Mecz pierwotnie zaplanowany na 17:30 rozpoczął się z 10-minutowym opóźnieniem z powodu dogrywki w meczu ŁKS Łódź – Lech Poznań.
| 1/16 finału 30 października 2018 | Piast Gliwice                                                          | 1:1 (pd.)     | Legia Warszawa                                                  |                                                                      |
| 20:30 CET                        | 118' Czerwiński                                                        | (0:0, k. 2:4) | 111' Carlitos                                                   | Stadion Miejski, Gliwice Widzów: 3508 Sędzia: Tomasz Musiał (Kraków) |
| 20:30 CET                        | 108' Konczkowski                                                       | (0:0, k. 2:4) | 62' Nagy · 86' Kanté                                            | Stadion Miejski, Gliwice Widzów: 3508 Sędzia: Tomasz Musiał (Kraków) |
| 20:30 CET                        | · Uroš Korun · Patryk Dziczek · Patryk Sokołowski · Michal Papadopulos | Rzuty karne   | · Michał Kucharczyk · Cafú · Domagoj Antolić · Sandro Kulenović | Stadion Miejski, Gliwice Widzów: 3508 Sędzia: Tomasz Musiał (Kraków) |

| 1/8 finału 5 grudnia 2018 | Chrobry Głogów    | 0:3   | Legia Warszawa                       |                                                                            |
| 20:30 CET                 |                   | (0:2) | 31' Michał Kucharczyk · 36' 82' Cafú | Stadion Chrobrego Głogów Widzów: 2670 Sędzia: Jarosław Przybył (Kluczbork) |
| 20:30 CET                 | 9' Damian Sędziak | (0:2) |                                      | Stadion Chrobrego Głogów Widzów: 2670 Sędzia: Jarosław Przybył (Kluczbork) |

| 1/4 finału 13 marca 2019 | Raków Częstochowa                                  | 2:1   | Legia Warszawa                                                |                                                                                   |
| 18:00 CET                | 4' (sam.) Radosław Majecki · 112' Andrzej Niewulis | (1:1) | 30' Michał Kucharczyk                                         | Miejski Stadion Piłkarski Raków Widzów: 3990 Sędzia: Jarosław Przybył (Kluczbork) |
| 18:00 CET                | 55' Petr Schwarz · 95' Patryk Kun                  | (1:1) | 62' Cafú · 111' Artur Jędrzejczyk · 115' Cafú · 118' Carlitos | Miejski Stadion Piłkarski Raków Widzów: 3990 Sędzia: Jarosław Przybył (Kluczbork) |

### Liga Mistrzów UEFA

#### I runda kwalifikacyjna
| 10 lipca 2018 | Cork City                                 | 0:1   | Legia Warszawa |                                                               |
| 20:45         |                                           | (0:0) | 79' Kucharczyk | Turners Cross, Cork Widzów: 5795 Sędzia: Radu Marian Petrescu |
| 20:45         | McCormack 35' · McNamee 41' · Buckley 78' | (0:0) |                | Turners Cross, Cork Widzów: 5795 Sędzia: Radu Marian Petrescu |

| 17 lipca 2018 | Legia Warszawa                              | 3:0   | Cork City | |
| 21:00         | Kanté 28' · Radović 73' (k.) · Carlitos 89' | (1:0) |           | Stadion Miejski Legii Warszawa im. Marszałka Józefa Piłsudskiego, Warszawa Widzów: 12 573 Sędzia: Kai Erik Steen |
| 21:00         | Astiz 66'                                   | (1:0) |           | Stadion Miejski Legii Warszawa im. Marszałka Józefa Piłsudskiego, Warszawa Widzów: 12 573 Sędzia: Kai Erik Steen |

Legia wygrała 4:0 w dwumeczu.

#### II runda kwalifikacyjna
| 24 lipca 2018 | Legia Warszawa                                         | 0:2   | Spartak Trnawa                                                    | |
| 21:00         |                                                        | (0:1) | 16' Grendel · 90+3' Vlasko                                        | Stadion Miejski Legii Warszawa im. Marszałka Józefa Piłsudskiego, Warszawa Widzów: 13 961 Sędzia: Ádám Farkas |
| 21:00         | Kanté 60' · Philipps 67' · Vešović 74' · Radović 90+4' | (0:1) | 13' Egho · 31' Greššak · 70' Godál · 80' Chudý · 90+2' Miesenböck | Stadion Miejski Legii Warszawa im. Marszałka Józefa Piłsudskiego, Warszawa Widzów: 13 961 Sędzia: Ádám Farkas |

| 31 lipca 2018 | Spartak Trnawa        | 0:1   | Legia Warszawa                      |                                                                                  |
| 20:30         |                       | (0:0) | 63' Astiz                           | Stadion im. Antona Malatinskiego, Trnawa Widzów: 17 204 Sędzia: Roi Reinshreiber |
| 20:30         | Toth 60' · Vlasko 90' | (0:0) | 25', 37' Vešović · 81', 85' Antolić | Stadion im. Antona Malatinskiego, Trnawa Widzów: 17 204 Sędzia: Roi Reinshreiber |

Spartak Trnawa wygrał 2:1 w dwumeczu.

### Liga Europy UEFA

#### III runda kwalifikacyjna
| 9 sierpnia 2018 | Legia Warszawa       | 1:2   | F91 Dudelange                 | |
| 21:00           | Carlitos 27'         | (1:1) | 24' Clément · 62' (k.) Turpel | Stadion Miejski Legii Warszawa im. Józefa Piłsudskiego, Warszawa Widzów: 9923 Sędzia: Halis Özkahya |
| 21:00           | Cafú 37' · Astiz 44' | (1:1) | 64' Jordanov · 66' Schnell    | Stadion Miejski Legii Warszawa im. Józefa Piłsudskiego, Warszawa Widzów: 9923 Sędzia: Halis Özkahya |

| 16 sierpnia 2018 | F91 Dudelange                          | 2:2   | Legia Warszawa                |                                                                     |
| 20:00            | Stumpf 7' · Stélvio 17'                | (2:1) | 33', 86' Kanté                | Stade Josy Barthel, Luksemburg Widzów: 2500 Sędzia: Iwajło Stojanow |
| 20:00            | Malget 35' · Kruska 41' · Jordanov 80' | (2:1) | 62' Kanté · 90+5*' Kucharczyk | Stade Josy Barthel, Luksemburg Widzów: 2500 Sędzia: Iwajło Stojanow |

* Po meczu czerwoną kartką ukarany został także zawodnik gości – Michał Kucharczyk.

F91 Dudelange wygrał 4:3 w dwumeczu.

## Statystyki

### Występy
| Numer                              | Pozycja | Piłkarz                | Liga    | Liga | Superpuchar | Superpuchar | Puchar  | Puchar | Liga Mistrzów | Liga Mistrzów | Liga Europy | Liga Europy | Ogólnie | Ogólnie | Kary | Kary |
| Numer                              | Pozycja | Piłkarz                | Występy | Gole | Występy     | Gole        | Występy | Gole   | Występy       | Gole          | Występy     | Gole        | Występy | Gole    |      |      |
| ---------------------------------- | ------- | ---------------------- | ------- | ---- | ----------- | ----------- | ------- | ------ | ------------- | ------------- | ----------- | ----------- | ------- | ------- | ---- | ---- |
| 1                                  | BR      | Arkadiusz Malarz       | 8       | 0    | 1           | 0           | 1       | 0      | 4             | 0             | 2           | 0           | 15      | 0       | 0    | 0    |
| 2                                  | OB      | Michał Pazdan          | 2       | 0    | 0           | 0           | 2       | 1      | 1             | 0             | 2           | 0           | 7       | 1       | 0    | 1    |
| 4                                  | OB      | Mateusz Wieteska       | 16(1)   | 0    | 1           | 0           | 1       | 0      | 4(1)          | 0             | 2           | 0           | 24(2)   | 0       | 2    | 0    |
| 5                                  | OB      | Mateusz Hołownia       | 3       | 0    | 0           | 0           | 1       | 0      | 0             | 0             | 1(1)        | 0           | 5(1)    | 0       | 1    | 0    |
| 6                                  | PO      | Chris Philipps         | 5(3)    | 0    | 1           | 1           | 1       | 0      | 1             | 0             | 2           | 0           | 10(3)   | 1       | 2    | 0    |
| 7                                  | PO      | Domagoj Antolić        | 13(3)   | 0    | 0           | 0           | 1       | 0      | 3(2)          | 0             | 0           | 0           | 17(4)   | 0       | 4    | 1    |
| 8                                  | PO      | Cristian Pasquato      | 7(7)    | 0    | 0           | 0           | 1(1)    | 0      | 0             | 0             | 0           | 0           | 8(8)    | 0       | 1    | 0    |
| 9                                  | NA      | Eduardo                | 1(1)    | 0    | 0           | 0           | 0       | 0      | 0             | 0             | 1(1)        | 0           | 2(2)    | 0       | 0    | 0    |
| 11                                 | NA      | Jarosław Niezgoda      | 1(1)    | 0    | 0           | 0           | 0       | 0      | 0             | 0             | 0           | 0           | 1(1)    | 0       | 0    | 0    |
| 12                                 | BR      | Vjačeslavs Kudrjavcevs | 0       | 0    | 0           | 0           | 0       | 0      | 0             | 0             | 0           | 0           | 0       | 0       | 0    | 0    |
| 14                                 | OB      | Adam Hloušek           | 17      | 1    | 1(1)        | 0           | 0       | 0      | 4(2)          | 0             | 1           | 0           | 25(3)   | 1       | 2    | 0    |
| 17                                 | PO      | Mikołaj Kwietniewski   | 0       | 0    | 0           | 0           | 0       | 0      | 0             | 0             | 0           | 0           | 0       | 0       | 0    | 0    |
| 18                                 | PO      | Michał Kucharczyk      | 18(2)   | 4    | 1           | 0           | 3(1)    | 0      | 3             | 1             | 2           | 0           | 27(3)   | 6       | 1    | 1    |
| 19                                 | NA      | José Kanté             | 16(11)  | 2    | 1           | 0           | 2       | 0      | 4             | 1             | 2(1)        | 2           | 25(5)   | 5       | 7    | 0    |
| 20                                 | PO      | Marko Vešović          | 11      | 0    | 1           | 0           | 2(1)    | 0      | 4             | 0             | 0           | 0           | 18(1)   | 0       | 8    | 1    |
| 21                                 | PO      | Dominik Nagy           | 18(3)   | 4    | 1(1)        | 0           | 2       | 0      | 2(1)          | 0             | 2           | 0           | 25(5)   | 4       | 5    | 0    |
| 22                                 | PO      | Kasper Hämäläinen      | 6(3)    | 0    | 1(1)        | 0           | 1       | 0      | 3(2)          | 0             | 1(1)        | 0           | 12(7)   | 0       | 1    | 0    |
| 24                                 | PO      | André Martins          | 12(3)   | 0    | –           | –           | 2       | 0      | –             | –             | –           | –           | 14(3)   | 1       | 1    | 0    |
| 25                                 | OB      | Łukasz Turzyniecki     | 0       | 0    | 0           | 0           | 0       | 0      | 0             | 0             | 0           | 0           | 0       | 0       | 0    | 0    |
| 26                                 | PO      | Cafú                   | 19(2)   | 4    | 1(1)        | 0           | 3(1)    | 2      | 4(1)          | 0             | 2           | 0           | 29(6)   | 6       | 7    | 2    |
| 27                                 | NA      | Carlos López           | 20(5)   | 8    | 1(1)        | 0           | 2(2)    | 1      | 3(2)          | 1             | 2           | 1           | 28(10)  | 11      | 1    | 0    |
| 29                                 | PO      | Krzysztof Mączyński    | 4(1)    | 1    | 1           | 0           | 0       | 0      | 4             | 0             | 2           | 0           | 11(1)   | 1       | 2    | 0    |
| 30                                 | BR      | Radosław Majecki       | 7       | 0    | 0           | 0           | 2       | 0      | 0             | 0             | 0           | 0           | 9       | 0       | 0    | 0    |
| 32                                 | PO      | Miroslav Radović       | 3(1)    | 0    | 1           | 0           | 2(1)    | 0      | 3(1)          | 1             | 0           | 0           | 9(3)    | 1       | 1    | 0    |
| 33                                 | BR      | Radosław Cierzniak     | 5       | 0    | 0           | 0           | 0       | 0      | 0             | 0             | 0           | 0           | 5       | 0       | 0    | 0    |
| 34                                 | OB      | Iñaki Astiz            | 8(3)    | 0    | 1           | 0           | 0       | 0      | 4             | 1             | 1           | 0           | 14(3)   | 1       | 3    | 2    |
| 40                                 | PO      | Brian Iloski           | 0       | 0    | 0           | 0           | 0       | 0      | 0             | 0             | 0           | 0           | 0       | 0       | 0    | 0    |
| 41                                 | OB      | Paweł Stolarski        | 6       | 0    | –           | –           | 3       | 0      | –             | –             | 0           | 0           | 9       | 0       | 3    | 0    |
| 44                                 | OB      | William Rémy           | 6       | 2    | 1           | 0           | 1       | 0      | 2             | 0             | 0           | 0           | 10      | 2       | 0    | 0    |
| 50                                 | PO      | Mateusz Praszelik      | 0       | 0    | 0           | 0           | 0       | 0      | 0             | 0             | 0           | 0           | 0       | 0       | 0    | 0    |
| 53                                 | PO      | Sebastian Szymański    | 18(1)   | 1    | 1           | 0           | 3(1)    | 0      | 2             | 0             | 1(1)        | 0           | 26(3)   | 1       | 4    | 0    |
| 55                                 | OB      | Artur Jędrzejczyk      | 15      | 2    | 0           | 0           | 2       | 0      | 0             | 0             | 0           | 0           | 17      | 2       | 5    | 0    |
| 99                                 | NA      | Sandro Kulenović       | 10(8)   | 3    | 0           | 0           | 2(1)    | 0      | 1(1)          | 0             | 0           | 0           | 13(10)  | 3       | 0    | 0    |
| Byli zawodnicy lub na wypożyczeniu |         |                        |         |      |             |             |         |        |               |               |             |             |         |         |      |      |
| 15                                 | PO      | Michał Kopczyński      | 0       | 0    | 0           | 0           | 0       | 0      | 0             | 0             | –           | –           | 0       | 0       | 0    | 0    |
| 23                                 | OB      | Mateusz Żyro           | 3       | 0    | 0           | 0           | 0       | 0      | 0             | 0             | 1(1)        | 0           | 4(1)    | 0       | 2    | 0    |
| 77                                 | PO      | Konrad Michalak        | 1       | 0    | 0           | 0           | 0       | 0      | 0             | 0             | 0           | 0           | 1       | 0       | 0    | 0    |
|                                    | OB      | Hildeberto Pereira     | 0       | 0    | 0           | 0           | 0       | 0      | 0             | 0             | 0           | 0           | 0       | 0       | 0    | 0    |

### Strzelcy
Lista jest uporządkowana według numeru na koszulce, gdy liczba goli jest taka sama.
| M  | Poz.            | Nr              | Piłkarz             | Liga | Superpuchar | Puchar | Liga Mistrzów | Liga Europy | Ogólnie |
| -- | --------------- | --------------- | ------------------- | ---- | ----------- | ------ | ------------- | ----------- | ------- |
| 1  | NA              | 27              | Carlos López        | 8    | 0           | 1      | 1             | 1           | 11      |
| 2  | PO              | 18              | Michał Kucharczyk   | 4    | 0           | 1      | 1             | 0           | 6       |
| 2  | PO              | 26              | Cafú                | 4    | 0           | 2      | 0             | 0           | 6       |
| 4  | NA              | 19              | José Kanté          | 2    | 0           | 0      | 1             | 2           | 5       |
| 5  | PO              | 21              | Dominik Nagy        | 4    | 0           | 0      | 0             | 0           | 4       |
| 6  | NA              | 99              | Sandro Kulenović    | 3    | –           | 0      | 0             | –           | 3       |
| 7  | OB              | 14              | Adam Hloušek        | 2    | 0           | 0      | 0             | 0           | 2       |
| 7  | OB              | 44              | William Rémy        | 2    | 0           | 0      | 0             | –           | 2       |
| 7  | OB              | 55              | Artur Jędrzejczyk   | 2    | 0           | 0      | 0             | 0           | 2       |
| 10 | OB              | 2               | Michał Pazdan       | 0    | 0           | 1      | 0             | 0           | 1       |
| 10 | PO              | 6               | Chris Philipps      | 0    | 1           | 0      | 0             | 0           | 1       |
| 10 | PO              | 24              | André Martins       | 1    | –           | 0      | –             | –           | 1       |
| 10 | PO              | 29              | Krzysztof Mączyński | 1    | 0           | 0      | 0             | 0           | 1       |
| 10 | PO              | 32              | Miroslav Radović    | 0    | 0           | 0      | 1             | 0           | 1       |
| 10 | OB              | 34              | Iñaki Astiz         | 0    | 0           | 0      | 1             | 0           | 1       |
| 10 | PO              | 53              | Sebastian Szymański | 1    | –           | 0      | 0             | 0           | 1       |
| 10 | Gole samobójcze | Gole samobójcze | Gole samobójcze     | 0    | 1           | 0      | 0             | 0           | 1       |